# ミーン・ガールズ (2024年の映画)
『ミーン・ガールズ』（原題：Mean Girls）は、2024年に公開されたアメリカ合衆国のティーン向けミュージカルコメディ映画。同名の舞台ミュージカルが原作で、2004年の同名映画（両方ともフェイが脚本を担当）に基づいており、映画自体はロザリンド・ワイズマンの2002年の書籍『女の子って、どうして傷つけあうの？』にインスピレーションを得ている。

## キャスト
| 役名                       | 俳優                       | 日本語吹替   |
| -------------------------- | -------------------------- | ------------ |
| ケイディ・ヘロン           | アンガーリー・ライス       | 上坂すみれ   |
| レジーナ・ジョージ         | レネー・ラップ             | 木村香央里   |
| ジャニス・イアン           | アウリイ・クラヴァーリョ   | 廣田悠美     |
| ダミアン・ライ             | ジャクエル・スパイヴィー   | 武田太一     |
| カレン                     | アヴァンティカ             | 清水理沙     |
| グレッチェン               | ビービー・ウッド           | 戸田めぐみ   |
| アーロン・サミュエルズ     | クリストファー・ブライニー | 宮崎遊       |
| ノーバリー先生             | ティナ・フェイ             | 深見梨加     |
| デュバル校長               | ティム・メドウス           | 山野井仁     |
| ミスター・ラップ           | コナー・ラトリフ           | 斎藤寛仁     |
| コーチ・カー               | ジョン・ハム               | 田所陽向     |
| 司会者                     | リンジー・ローハン         | 小笠原亜里沙 |
| ミーガン・ジー・スタリオン |                            |              |

- 日本語吹替その他出演：髙梨愛、陶山恵実里、かどたにまみ、田中光、松田喜実、鈴木崚汰、君成田晃佑、砂田理子、岡本幸輔、伊吹茅紘、河村梨恵、杏寺円花、石井隆之、野村麻衣子

- 日本語版制作スタッフ 演出：宇出喜美、翻訳：後藤理絵、制作：ニュージャパンフィルム

## 製作
本作は、当初Paramount+でストリーミング配信のみで公開される予定だったが、テストスコアが好評だったため、2023年9月に劇場公開に変更された。2024年1月8日にニューヨークでワールドプレミアが行われ、1月12日にパラマウント・ピクチャーズによって米国で公開された。